# Pretoria Country Club
De Pretoria Country Club is een countryclub in Pretoria, Zuid-Afrika en werd opgericht op 8 oktober 1910. Julius Jeppe was de oprichter van de club en tevens de architect van de golfbaan. Het is een 18 holesbaan met een par van 72.

## Geschiedenis
In de eerste maanden van het jaar 1909, de heer Julius Jeppe overwoog om een golfclub op te richten en een golfbaan aan te leggen in Waterkloof. In april 1910 vond er een openbare vergadering plaats voor alle leden wat de voordelen waren voor een "Country Club". De voordelen waren: gebruikmaken van de biljartkamer, bowlingbanen, tennisbanen en een 18-holes golfbaan.
Op 8 oktober 1910 werd de "Pretoria Country Club" officieel geopend en werd al snel bekend omwille van hun sportfaciliteiten. Hun bowlingbanen zijn geclassificeerd als een van de beste in de provincie Gauteng.
In 2004/05 onderging de golfbaan een grote metamorfose nadat de golfbaanarchitect Gary Player de golfbaan had vernieuwd. Op dit moment behoort de golfbaan in de top vijftig in Zuid-Afrika.

## Golftoernooien
De golfclub ontving af en toe grote golftoernooien:
- Vodacom Origins of Golf Tour: 2005-2009 & 2011
- Vodacom Open: 2006-2010